# Boris Stieczkin
Boris Siergiejewicz Stieczkin (ros. Борис Сергеевич Стечкин, ur. 24 lipca?/5 sierpnia 1891 we wsi Trufanowo w guberni tulskiej (obecnie w obwodzie tulskim), zm. 2 kwietnia 1969 w Moskwie) – rosyjski uczony, konstruktor i inżynier, specjalista w zakresie silników cieplnych.

## Życiorys
Urodził się w szlacheckiej rodzinie literata i pracownika gazety oraz akuszerki-felczerki. W 1901 wstąpił do korpusu kadetów w Orle, który ukończył w 1908, po czym uczył się na wydziale mechanicznym Moskiewskiej Wyższej Szkoły Technicznej, gdzie został słuchaczem sekcji N. Żukowskiego i wstąpił do jego kółka lotniczego, pomagając mu w zakładaniu biura testowego na uczelni i kursów lotniczych, a później również wydziału lotniczego. Od 1915 do 1917 pracował w laboratorium Lebiedienki, w 1918 ukończył uczelnię z dyplomem inżyniera-mechanika. Wkrótce potem został szefem wydziału w nowo założonym przez Żukowskiego Centralnym Instytucie Aerohydrodynamicznym (CAGI), w 1920 objął katedrę w nowo założonym Instytucie Inżynierów Czerwonej Floty Powietrznej im. Żukowskiego, w 1921 został profesorem katedry budowy silników Instytutu Łomonosowskiego. W 1929–1930 w składzie delegacji radzieckich inżynierów jeździł do USA w celu zakupu maszyn dla przemysłu, w 1930 został aresztowany w wyniku fałszywego oskarżenia i skazany na 3 lata pod zarzutem działalności w nielegalnej „Prompartii”, w 1931 zwolniony. Po uwolnieniu pracował w biurze konstruktorskim, w 1935 został zastępcą naczelnika CAGI ds. naukowo-technicznych. W grudniu 1937 został ponownie aresztowany, w więzieniu pracował w specjalnym biurze konstruktorskim „Specjalnym Biurze Technicznym NKWD ZSRR”. W marcu 1943 został zwolniony, od 1946 był członkiem korespondentem, a od 23 października 1953 akademikiem Akademii Nauk ZSRR, w 1947 został członkiem rzeczywistym Akademii Nauk Artyleryjskich. Konstruował nowe modele silników, m.in. dla samolotów, był współtwórcą samolotu zmodyfikowanej wersji Ilja Muromiec, dla którego skonstruował nową wersję silnika, i modyfikacji czołgu Car-tank. Został pochowany na Cmentarzu Nowodziewiczym.

## Odznaczenia
- Złoty Medal „Sierp i Młot” Bohatera Pracy Socjalistycznej (5 sierpnia 1961)
- Order Lenina (dwukrotnie, 24 stycznia 1947 i 5 sierpnia 1961)
- Order Czerwonego Sztandaru Pracy (2 lipca 1945)
- Order Czerwonej Gwiazdy (18 sierpnia 1945)
- Medal „Za ofiarną pracę w Wielkiej Wojnie Ojczyźnianej 1941–1945”
- Nagroda Leninowska (1957)
- Nagroda Stalinowska (1946)

I inne.